# Ahmet Tansu Taşanlar
Ahmet Tansu Taşanlar (* 31. Mai 1984 in Ankara) ist ein türkischer Schauspieler.

## Leben und Karriere
Taşanlar wurde am 31. Mai 1984 in Ankara geboren. Er studierte an der Selçuk Üniversitesi. Sein Debüt gab er 2008 in der Fernsehserie Küçük Kadınlar. Anschließend trat er in der Serie Muhteşem Yüzyıl auf. Außerdem war er in den Serien Kara Para Aşk und Vatanım Sensin zu sehen. Bekanntheit erlangte Taşanlar in Çukur. Seine erste Hauptrolle bekam er in der Serie Hercai. 2021 heiratete er die türkische Schauspielerin Oya Unustası.

## Filmografie (Auswahl)
Serien
- 2008: Akasya Durağı
- 2008–2010: Küçük Kadınlar
- 2009: Bir Bulut Olsam
- 2011: Muhteşem Yüzyıl
- 2011: Yalancı Bahar
- 2011: İzmir Çetesi
- 2014: Kara Para Aşk
- 2015: Analar ve Anneler
- 2015: Hatırlar Gönül
- 2016–2017: Vatanım Sensin
- 2017: Kara Yazı
- 2017–2018: Çukur
- 2021: Yalancılar ve Mumları